# Sportowiec z miłości
Sportowiec z miłości (ang. College) – amerykański film z 1927 roku w reżyserii Bustera Keatona oraz Jamesa W. Horne.